# الدورادو (ميسيونيس)
الدورادو، ميسيونيس (بالإسبانية: Eldorado, Misiones)‏ هي منطقة سكنية تقع في الأرجنتين في Eldorado Department. يقدر عدد سكانها بـ 57,300 نسمة وترتفع عن سطح البحر 228 متر.

## أعلام
- فيسنتي مارتين رودريغيز